# Sé Tremblo
Sé Tremblo är en bergstopp i Schweiz. Den ligger i distriktet Saint-Maurice och kantonen Valais, i den sydvästra delen av landet, 90 km söder om huvudstaden Bern. Toppen på Sé Tremblo är 2 702 meter över havet.